# Stella Chesang
Stella Chesang (sinh ngày 1 tháng 12 năm 1996) là một vận động viên chạy đường dài người Uganda, đã thi đấu trong nội dung 5000 m tại Thế vận hội 2016. Vào tháng 4 năm 2018, cô đã giành được huy chương vàng trong 10.000 mét tại Đại hội Thể thao Khối thịnh vượng chung 2018, được tổ chức tại Gold Coast, Queensland, Úc.

## Hoàn cảnh và giáo dục
Chesang như được sinh ra vào ngày 1 tháng 12 năm 1996 tại Serere Village, tiểu quận Benet, Quận Kween, ở khu vực phía đông của Uganda, Juliet Cheptoris và Patrick Kusuro. Cô là người thứ hai sinh ra trong một gia đình có chín anh chị em. Cô học tại trường tiểu học Benet trước khi cô chuyển đến trường trung học Chemwania ở Kween để theo học O-Level. Sau đó, cô tốt nghiệp Đại học Kyambogo, với tấm bằng khoa học thể thao.

## Sự nghiệp cảnh sát
Lực lượng cảnh sát Uganda đã tuyển dụng cô làm cảnh sát và là thành viên của Câu lạc bộ thể thao cảnh sát Uganda. Sau khi cô giành được huy chương vàng Thế vận hội Khối thịnh vượng chung 2018, Chesang đã được thăng cấp từ cấp bậc Cảnh sát đặc biệt (SPC) lên cấp Thanh tra Cảnh sát (IP).

## Sự nghiệp thể thao
Trong những ngày học tiểu học, cô đã chiến thắng tất cả các cuộc đua thể thao mà cô đã thi đấu. Cô đã được trao học bổng toàn phần trong suốt bốn năm học O-Level tại trường trung học Chemwania. Khi còn học lớp 3, Satya Chemonges, người quản lý Hiệp hội điền kinh Kapchorwa, đã yêu cầu cha mẹ của Stella rằng cô đi và sống trong trại của mình, để cô có thể tập luyện với các vận động viên tài năng khác, theo lịch trình thường xuyên. Chính tại đây, Câu lạc bộ thể thao của lực lượng cảnh sát Uganda đã tìm thấy và tuyển dụng cô.
Cô đã giành được Giải vô địch chạy núi thế giới năm 2015  và Giải vô địch quốc gia xuyên quốc gia vào năm 2016.

## Giải đấu quốc tế
| Năm  | Giải đấu                             | Địa điểm                            | Thứ hạng | Nội dung             | Chú thích |
| ---- | ------------------------------------ | ----------------------------------- | -------- | -------------------- | --------- |
| 2018 | Commonwealth Games                   | Gold Coast, Australia               | 1st      | 10,000 metres        | 31:45.30  |
| 2015 | Africa Junior Championships          | Addis Ababa, Ethiopia               | 3rd      | Women's 5,000 metres |           |
| 2015 | World Mountain Running Championships | Betws-y-Coed, Wales, United Kingdom | 1st      | Senior Women's Race  |           |